# Șarja de la Răchitna
Șarja de la Răchitna (în poloneză Szarża pod Rokitną) a fost o șarjă de cavalerie a celui de-al 2-lea escadron din Brigada a 2-a a Legiunilor poloneze (în poloneză Legiony Polskie), în perioada în care acestea au luptat în Primul Război Mondial pentru Armata Austro-Ungară împotriva Armatei Imperiale Ruse. Atacul a avut loc la 13 iunie 1915 în apropierea satului Răchitna din gubernia Basarabia (actual raionul Noua Suliță, regiunea Cernăuți, Ucraina).
Dintr-o eroare, escadronul de ulani polonezi a fost trimis la atac fără ca să fie urmat de sprijinul infanteriei, ordinul de atac fiind contramandat prea târziu. Cu toate că militarii polonezi au reușit să treacă de trei linii de tranșee ruse puternic fortificate, pozițiile cucerite nu au putut fi menținute. Puțini dintre ei s-au întors, printre aceștia neaflându-se comandantul lor, căzut și el în luptă.
Din punct de vedere militar, atacul a fost neimportant, dar a căpătat o mare valoare simbolică, devenind un model de autosacrificiu în cadrul luptei polonezilor pentru independență. În perioada postbelică a devenit astfel o parte a simbolisticii naționale poloneze, într-un context în care propaganda oficială a susținut ideea că chiar și militarii polonezi, care au murit în rândurile Armatei Austro-Ungare, au căzut pentru restabilirea statalității și a suveranității Poloniei.

## Context

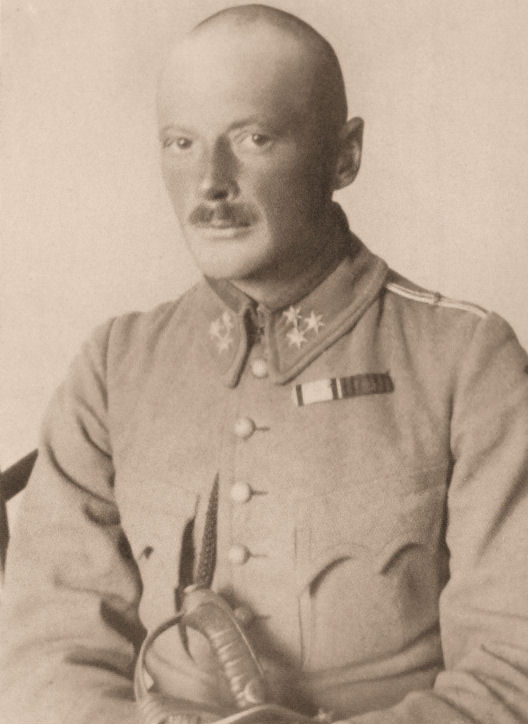
Rotmaistrul Zbigniew Dunin-Wąsowicz, comandantul căzut în luptă al cavaleriștilor

În luna aprilie 1915, Brigada a 2-a a Legiunilor Poloneze a fost dislocată pe linia frontului, în districtul Cernăuți. În ordinea de bătaie a brigăzii au intrat Regimentele 2 și 3 infanterie, două baterii de artilerie și un divizion de cavalerie condus de rotmaistrul Zbigniew Dunin-Wąsowicz, format din escadroanele 2 și 3 de ulani.
La începutul lunii iunie 1915, soldații brigăzii poloneze au dus o serie de lupte și hărțuieli în cadrul unei ofensive a trupelor austro-ungare pornite de pe linia Prutului, pentru ca la 11 iunie să ajungă la vechea frontieră austro-rusă din capătul de est al Bucovinei. Situată în zonă pe un mic curs de apă care curge de la nord la sud, frontiera despărțea satele Rarancea (aparținând Ducatului Bucovinei) și Răchitna (aparținând guberniei Basarabia). De partea rusă, satul Răchitna – în spatele căruia se găseau trei mori de vânt - se afla pe panta lină a unui deal pe care rușii îl fortificaseră. Patru linii de tranșee acoperite, aflate la distanță de 500 de metri unul de altul și care comunicau între ele, erau situate pe micile dealuri din spatele satului, perpendicular pe drumul principal de acces. Pe linia principală – a patra -, aflată în zona dealului Mohila, se aflau pozițiile artileriei.

## Atacul
În cadrul unei acțiuni operative desfășurate de către Corpul de Armată 11 Austro-Ungar – având puterea a două divizii și incluzând întreaga Brigadă a 2-a a Legiunilor Poloneze - pentru a ataca pozițiile rusești de la Răchitna, Regimentele 2 și 3 Infanterie poloneze au încercat să înainteze peste cursul de apă în dimineața zilei de 13 iunie. Tentativa s-a soldat cu un succes parțial, deoarece în timp ce flancul stâng al trupelor atacatoare a reușit să-și atingă obiectivul, focul trupelor ruse a oprit continuarea atacului și legionarii polonezi aflați deja la marginea satului Răchitna s-au trezit într-o poziție foarte dificilă. În acest context, în după-amiaza zilei de 13 iunie 1915 șeful statului-major al brigăzii, căpitanul Vagas, i-a ordonat rotmaistrului Wąsowicz să atace tranșeele rusești cu cavaleria. Deși acesta a considerat improprie acțiunea ulanilor împotriva unor tranșee apărate inclusiv de mitraliere și de artilerie, a respectat ordinul.
Dunin-Wąsowicz a dirijat cavaleriștii într-o manevră de învăluire, mai întâi spre nord și apoi spre est, pentru a traversa satul Răchitna. După traversarea râului, Escadronul 3 a fost lăsat în rezervă la marginea localității și ulterior o patrulă de recunoaștere, formată din 9 cavaleriști aflați sub comanda sergentului Stanisław conte de Rostworowski, a fost trimisă spre pădurea din stânga. Apoi Escadronul 2 s-a angajat în spatele satului, prin fața tranșeelor Regimentului 3 Infanterie poloneză și a uneia dintre morile de vânt și a început să șarjeze cu 1 km înainte de fortificațiile ruse.
La șarjă – desfășurată cu soarele în față și care a durat 13 minute - au participat în mod direct 63 de ulani înarmați numai cu săbiile, aceștia mergând spre o moarte sigură. Deși prima tranșee a fost abandonată de către soldații ruși, cei aflați în cea de-a doua și cea de-a treia linie i-au întâmpinat pe cavaleriști cu focuri de pușcă și de mitralieră. Asupra acestora a tras, pe lângă artileria rusă, din eroare chiar și propria artilerie. 15 cavaleriști au fost uciși (printre care și rotmaistrul Wąsowicz), 8 au fost dați dispăruți sau au căzut în captivitate, iar o mare parte din cei rămași au fost grav răniți prin căderea de pe cai. Numai 6 ulani au ajuns până la cea de-a patra linie de apărare rusă, dar cu toate că au ajuns până în apropierea tunurilor, nu au mai avut puterea de a continua atacul și au făcut o întoarcere spre dreapta sub focul inamic, spre satul Răchitna.

Șarja de la Răchitna în artă
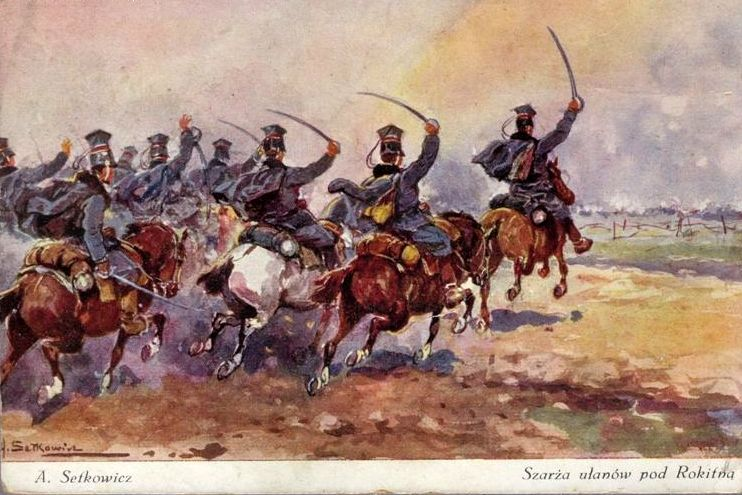
Adam Setkowicz (1876—1945)
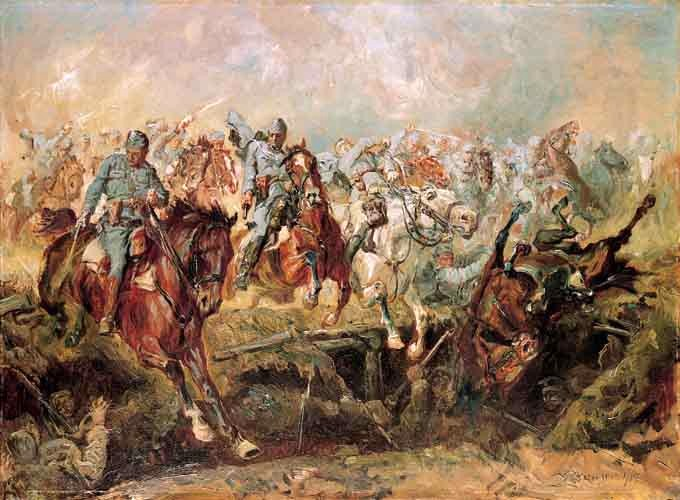
Stanisław Kaczor-Batowski (1866–1946)
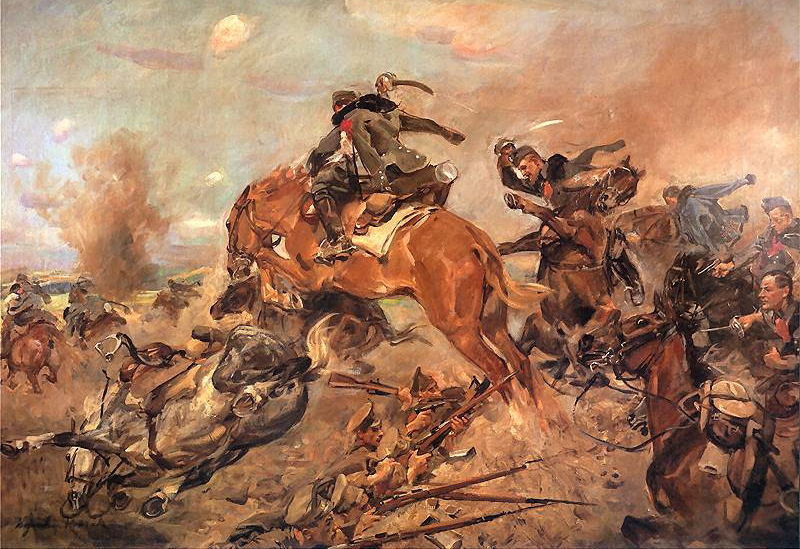
Wojciech Kossak (1857–1942)

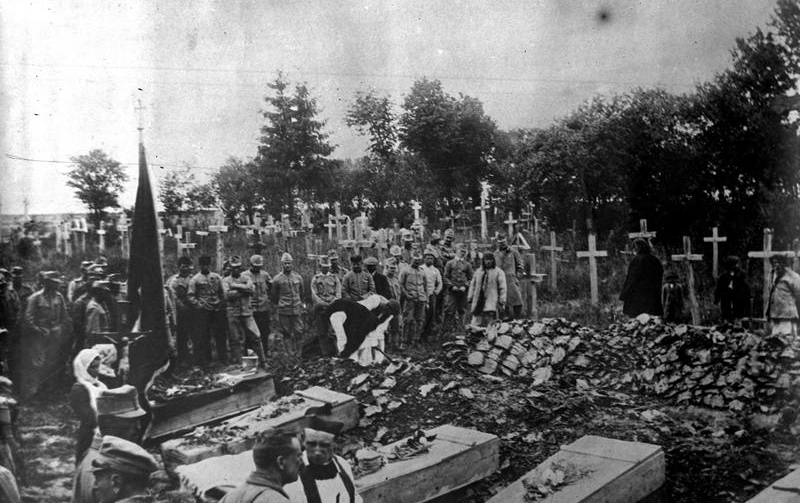
Înmormântarea cavaleriștilor de la Răchitna, în 1915

Dintre cei răniți, 4 au decedat mai târziu din cauza rănilor, iar o parte s-au întors pe jos la pozițiile aliate de pe câmpul de luptă. Înhumarea cavaleriștilor decedați s-a făcut două zile mai târziu.

## Efectele
Deși trei dintre liniile de tranșee au fost cucerite, acestea nu au putut fi menținute din cauza lipsei de cooperare din partea infanteriei. Infanteria a ocupat în timpul atacului cavaleriei doar satul Răchitna, fără a prelua și cele trei linii de fortificații ruse. Acestea au fost ocupate abia în dimineața zilei următoare, după ce rușii au părăsit întreaga poziție fortificată.

## In memoriam

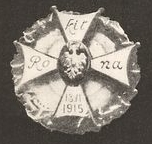
Crucea Răchitna, atribuită tuturor celor care au participat la șarjă

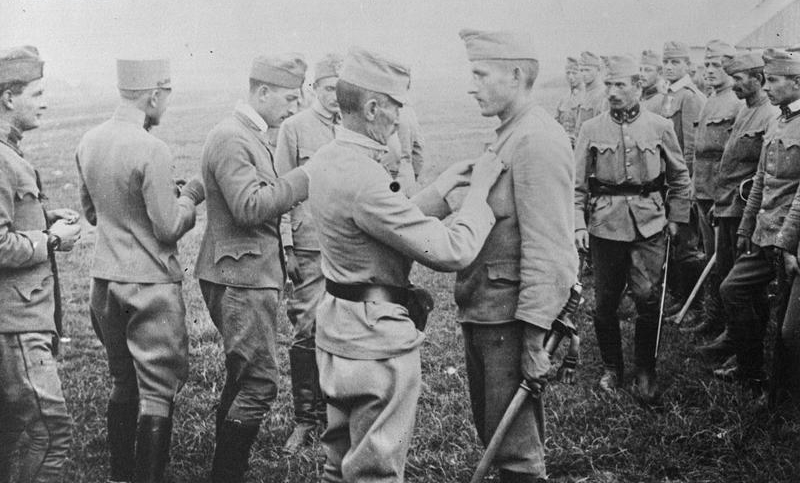
August 1915: Colonelul Zygmunt Zieliński decorează militari ai Escadronului 2, participanți la Șarja de la Răchitna.

În 1915 în termen de câteva luni de la incident au fost publicate mai mult de 100 de poeme, broșuri și articole despre șarja de cavalerie de la Răchitna, iar în perioada care a urmat au fost publicate multiple articole de presă, analize militare și istorice, lucrări literare și opere de artă cu acest subiect. A fost creată o insignă – Crucea Răchitna - care a fost atribuită tuturor participanților la șarjă și s-au bătut medalii comemorative.
În 1923, corpurile celor 15 ulani căzuți în timpul șarjei de la Răchitna au fost exhumate și reînmormântate în mod solemn în cimitirul Rakowicki (în poloneză Cmentarz Rakowicki) din Cracovia. Cu această ocazie, mareșalul Józef Piłsudski i-a decorat post-mortem pe toți cei căzuți în luptă cu ordinul Virtuti Militari.
Acțiunea cavaleriștilor polonezi de la Răchitna a fost comparată cu cea a lăncierilor polonezi în timpul Bătăliei de la Somosierra, precum și cu cea a militarilor polonezi în timpul Bătăliei de la Monte Cassino.